# Supayalat
Supayalat (13 décembre 1859 - 24 novembre 1925) est la dernière reine de Birmanie. Elle régna à Mandalay (1878-1885). 
Fille du roi Mindon Min et de la reine d'Alenandaw (littéralement : Palais du milieu, aussi connue comme Hsinbyumashin ou Madame de l'Éléphant blanc), elle épousa son demi-frère Thibaw Min, qui fut le dernier roi de la dynastie Konbaung après la mort de Mindon Min en 1878. Elle est surtout connue pour avoir organisé le massacre à Ava[réf. nécessaire] de 80 à 100 membres de la famille royale, afin de supprimer tout rival potentiel de son mari ; elle a cependant toujours nié avoir eu connaissance du complot, qui aurait pu avoir été organisé par sa mère avec quelques ministres, particulièrement le chancelier Kinwon Min Gyi U Kaung,.

## Reine auto-proclamée
La princesse Hteik Supayalat, Princess de Myadaung, avec le titre officiel de Sri Suriya Prabha Ratna Devi, était la seconde de trois filles (lat signifie second ou milieu) de Mindon Min et Hsinbyumashin, laquelle était fille du roi Bagyidaw (oncle de Mindon détrôné en 1837) et de Nanmadaw Me Nu, et la troisième des quatre reines principales de Mindon. Aucune des trois autres reines n'avait d'enfant, et Hsinbyumashin devint encore plus puissante après la mort de la reine principale Setkya Devi.
Thibaw, pour sa part, était le fils d'une reine de rang intermédiaire, la reine de Laungshe. Il avait appris les écritures bouddhiques et avait été aussi formé par un missionnaire, le Dr. Marks ; il devint un des fils favoris de Mindon Min. L'ambitieuse Hsinbyumashin, après l'avoir mis sur le trône, lui proposa comme reine sa fille aînée, Hteik Supayagyi, Princesse de Mong Nawng, mais durant la cérémonie du mariage royal, Supayalat se présenta derrière sa sœur pour être proclamée reine en même temps, contrairement aux anciennes coutumes.
Le mariage de sa sœur ne fut jamais consommé et on prétend que Supayalat imposa pour la première et dernière fois de l'histoire la monogamie à un roi de Birmanie (même si Thibaw épousa ensuite aussi sa benjamine Hteik Supayalay, Princesse de Yamethin). Supayalat avait seulement 19 ans et Thibaw 20 quand ils montèrent sur le trône du Lion (Thihathana palin).

## Exil

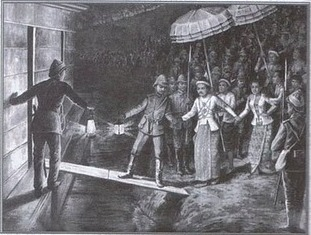
Départ de Thibaw et Supayalat en exil (gravure britannique du XIXe siècle).

Thibaw Min fut vaincu au cours de la Troisième Guerre anglo-birmane et contraint à l'abdication. Le 25 novembre 1885, il fut conduit en chariot avec Supaylat  du palais de Mandalay à l'Irrawaddy, où les attendait un bateau à vapeur, le Thuriya (Soleil).
Supayalat ne perdit jamais contenance : elle aurait demandé à un soldat anglais du feu pour allumer un cheroot (cigare birman),. Elle était enceinte et accompagnée de ses deux filles, de ses sœurs et de sa mère ; le reste de la famille suivait à pied.
Les troupes l'avaient surnommée Soup Plate (assiette à soupe).
Dans l'agitation de leur départ, certains des joyaux de la couronne disparurent, dont un gros rubis, le Nga Mauk, qu'un officier, le Colonel Sladen, avait insisté pour garder personnellement, pour raison de sécurité,. Thibaw profita de la venue de George V en Inde pour le darbâr de 1911, pour réclamer la restitution des joyaux de la couronne birmane, mais on lui répondit seulement que le Colonel Sladen était mort en 1890. On pense que le Nga Mauk fut ajouté à la couronne royale britannique ; il y fut reconnu par la Princesse de Kyundaung, qui en avait auparavant la garde.

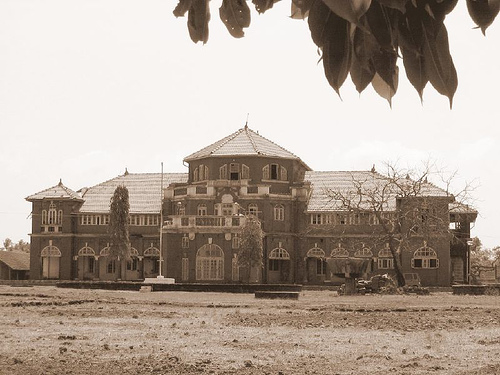
Thibaw Palace à Ratnagiri (construit en 1911).

Le 10 décembre 1885, la famille royale, sauf la reine-mère et Supayagyi envoyées à Tavoy (Dawei), arriva à Madras, où naquit sa troisième fille, et en avril 1886 fut conduite à Ratnagiri (près de Bombay). Supayalat y donna naissance à sa quatrième fille en 1887. Ils n'obtinrent pas une résidence en rapport avec leur statut avant 1911, lorsque le gouvernement fit construire le Thibaw Palace.
Les princesses royales furent nommées comme suit :
- 1. Hteiksu Myatpayagyi (1880 - 1947), qui épousa un garde indien du palais.
  2. Hteiksu Myatpayalat (1882 - 1956 ?), qui épousa un secrétaire birman du palais ; aucune de ces unions n'eut l'approbation de leurs parents.
  3. Hteiksu Myatpaya, ou Madras Supaya (1886 - 1962) : elle retourna en Birmanie avec sa mère et épousa un petit-fils de son grand-oncle Mindat Min (Ka Naung, frère du roi Mindon).
  4. Hteiksu Myatpayalay (1887 - 1935), la plus jeune et la plus brillante, parlait l'anglais couramment ; elle fut la porte-parole de la famille dans le Sadutta thamidaw ayeidawbon sadahn (Document de la Quatrième Fille Royale), où elle exposa ses griefs ; elle épousa un juriste birman et fut envoyée par le gouvernement colonial à Moulmein, où elle passa le restant de ses jours.

## Retour
Supayalay, qui n'avait pas d'enfants, s'occupa de ses quatre royales nièces et mourut en 1912. Quand le roi Thibaw mourut en 1916 après 30 ans d'exil, Supayalat demanda en vain à pouvoir ramener le corps de son époux en Birmanie pour y effectuer les rites funéraires. Elle refusa de livrer les corps et les fit tous deux enterrer dans le palais. En 1919, les autorités les saisirent de force pour les réenterrer à Ratnagiri. Supayalat n'assista pas aux funérailles, où elle envoya seulement deux des princesses royales. À côté du roi et de Supalay fut aussi enterrée Myatpayagyi, la Pahtama thamidaw (Première Fille Royale) en 1947.
Supayalat revint à Rangoon en 1919. Elle ne fut pas autorisée à revenir à Mandalay, et quand elle mourut six ans plus tard, peu avant son 66e anniversaire, bien que le gouvernement colonial déclarât le jour de ses funérailles un jour de deuil national, la requête de la famille royale pour qu'elle y soit enterrée fut aussi repoussée. Ses funérailles eurent néanmoins toute la pompe requise pour une reine birmane, organisées par les saophas de Yaunghwe et Thibaw. Son corps fut exposé sous huit ombrelles royales blanches, avec 90 moines bouddhistes et le gouverneur britannique Sir Harcourt Butler, et une garde d'honneur de la police montée avec une salve de 30 coups de fusil.
Le plus proche conseiller de ses derniers jours avait été Thakin Kodaw Hmaing, écrivain et  leader nationaliste, qui la respectait pour son attitude résolue face au colonialisme et qui avait assisté à neuf ans à la chute de la monarchie et à son départ de Mandalay,. Hmaing avait été au monastère de Myadaung, construit par la reine, empêchée par son exil d'y présider la cérémonie d'ouverture (yeizetcha, littéralement "verser des gouttes d'eau", pour appeler la déesse de la terre à être témoin des bonnes actions).
Supayalat repose aujourd'hui à la pagode Shwedagon de Rangoon, entre les tombes de Khin Kyi, mère d'Aung San Suu Kyi, et de l'ancien secrétaire général de l'ONU U Thant.

## Supayalat dans la littérature
- The Lacquer Lady - roman de F. Tennyson Jesse
- The City of Gem - roman de Joanna Trollope
- Mandalay - poème de Rudyard Kipling
- Le Palais des miroirs (2000) - roman d'Amitav Ghosh